# Centrifugeuse satellitaire
Les centrifugeuses satellitaires appartiennent à une famille d'équipements utilisés en tribofinition (ébavurage, polissage de surfaces de pièces, en vrac le plus souvent).
La tribofinition intègre les techniques de polissage, ébavurage ; les ingrédients sont les médias abrasifs (céramique, porcelaine, plastique, métaux), les additifs chimiques et les équipements qui génèrent les mouvements (vibrateurs, centrifugeuses…).
Le processus est l'exploitation industrielle des phénomènes de friction dans un environnement chimique contrôlé. Les pièces et les médias abrasifs sont mis en vibration dans une cuve avec ajout d'eau et d'additif chimique pour obtention de la finition demandée.  L'enlèvement de matière, le niveau de polissage et l'état de surface obtenus dépendent de la composition et de la taille des médias.
C’est l’observation de la nature qui est à l’origine de la vibro-abrasion, l’eau et le sable transforment les cailloux en galets lisses et ronds ; c’est la même technique pour la tribofinition. Des abrasifs, de l’eau, et un additif, le tout mis dans la cuve de travail d’un vibrateur, ébavurent et polissent les pièces.
Une nouvelle tendance visant à obtenir des états de surface très améliorés ou des temps de cycle réduits dans le cas d'ébavurage délicats ou avec des matériaux durs a fait apparaître des équipements fonctionnant non pas sur le principe vibratoire mais sur des mouvements de frottements dus à des cinématiques rotatives complexes.
Grâce à ces mouvements très complexes et à de hautes vitesses de rotation, les temps de cycle de polissage peuvent être réduits de manière sensible ; mais l'intérêt le plus important tient à la possibilité d'utiliser des médias de taille très réduite pour accéder à des zones des pièces très difficiles d'accès (micromécanique, horlogerie, microélectronique, etc.).
Les centrifugeuses satellitaires sont des équipements dont les coûts de maintenance sont très réduits par rapport aux centrifugeuses à fond tournant, du fait de l'absence de joint (entre la partie fixe et la partie mobile).
Ces nouvelles technologies permettent de remplacer certaines opérations d'usinage (chanfreinage, rayonnage…) par des opérations de tribofinition.